# Eothenomys
Az Eothenomys az emlősök (Mammalia) osztályának rágcsálók (Rodentia) rendjébe, ezen belül a hörcsögfélék (Cricetidae) családjába tartozó nem.
Korábban az Eothenomys nembe sorolták a Caryomys-fajokat.

## Rendszerezés
A nembe az alábbi 8 faj tartozik:
- Eothenomys cachinus Thomas, 1921 - egyesek azonosnak tartják az Eothenomys melanogaster-ral
- Eothenomys chinensis Thomas, 1891
- Eothenomys custos Thomas, 1912
- Eothenomys melanogaster Milne-Edwards, 1871 – típusfaj
- Eothenomys miletus Thomas, 1914 - egyesek azonosnak tartják az Eothenomys melanogaster-ral
- Eothenomys olitor Thomas, 1911
- Eothenomys proditor Hinton, 1923
- Eothenomys wardi Thomas, 1912 - egyesek azonosnak tartják az Eothenomys chinensis-szal